# Rixheim
 Rixheim  (en alsacià Ríxe) és un municipi francès, situat a la regió del Gran Est, al departament de l'Alt Rin. L'any 1999 tenia 12.608 habitants.

## Demografia
| 1962  | 1968  | 1975  | 1982   | 1990   | 1999   |
| ----- | ----- | ----- | ------ | ------ | ------ |
| 4.869 | 5.723 | 8.419 | 10.718 | 11.669 | 12.608 |

## Administració
| Període   | Identitat      | Partit |
| --------- | -------------- | ------ |
| 1971-1995 | Pierre Braun   |        |
| 1995-2008 | Bernard Hanser | UMP    |
| 2008-     | Olivier Becht  |        |